# كولة الارجح (يريم)

تعديل مصدري - تعديل

كولة الارجح محلة تابعة لقرية سوق الخميس، التابعة لعزلة بني عمر بمديرية يريم إحدى مديريات محافظة إب في الجمهورية اليمنية.، بلغ تعداد سكانها 33 حسب تعداد اليمن لعام 2004.